# پروتیتسا
پروتیتسا (به صربی: Prevetica) یک منطقهٔ مسکونی در صربستان است که در کورشوملیا واقع شده‌است. پروتیتسا ۲۱ نفر جمعیت دارد.